# Indis
Indis je fiktivní postavou z literárních děl J. R. R. Tolkiena. Vanyarinská elfka a blízká příbuzná Ingwëho, její matka nebo ona sama byla jeho sestrou. Stala se druhou manželkou Finwëho, a matkou synů Fingolfina a Finarfina a dcer Findis a Írime. Finwë ji pojal za druhou manželku, protože jeho první žena Míriel zemřela po porodu Fëanora a Valar mu dovolili znovu se oženit. Avšak mezi dětmi Indis a Feanorem vznikl spor, který vyústil v odchod Noldor z Valinoru. Indis je rovněž babičkou paní Galadriel díky níž má zlatavé vlasy.